# Centaurea matthiolifolia
Centaurea matthiolifolia — вид квіткових рослин айстрових (Asteraceae). Ендемік Туреччини (цн. і зх. Анатолія).

## Середовище
Населяє степи.

## Морфологічна характеристика
Це багаторічник 5–20 см заввишки. Листки сіро-запушені, нижні листки перистороздільні, сегменти лінійні, віддалені, верхні листки лінійні. Обгортка від яйцеподібної до субциліндричної. Квітки пурпурувато-фіолетові. Період цвітіння: весна, початок літа.